# Wieża wodna we Fromborku
Wieża wodna we Fromborku – renesansowa, ceglana wieża ciśnień z XVI wieku, we Fromborku w powiecie braniewskim, wpisana do rejestru zabytków nieruchomych województwa warmińsko-mazurskiego; najstarsza wieża wodna w Polsce.

## Historia

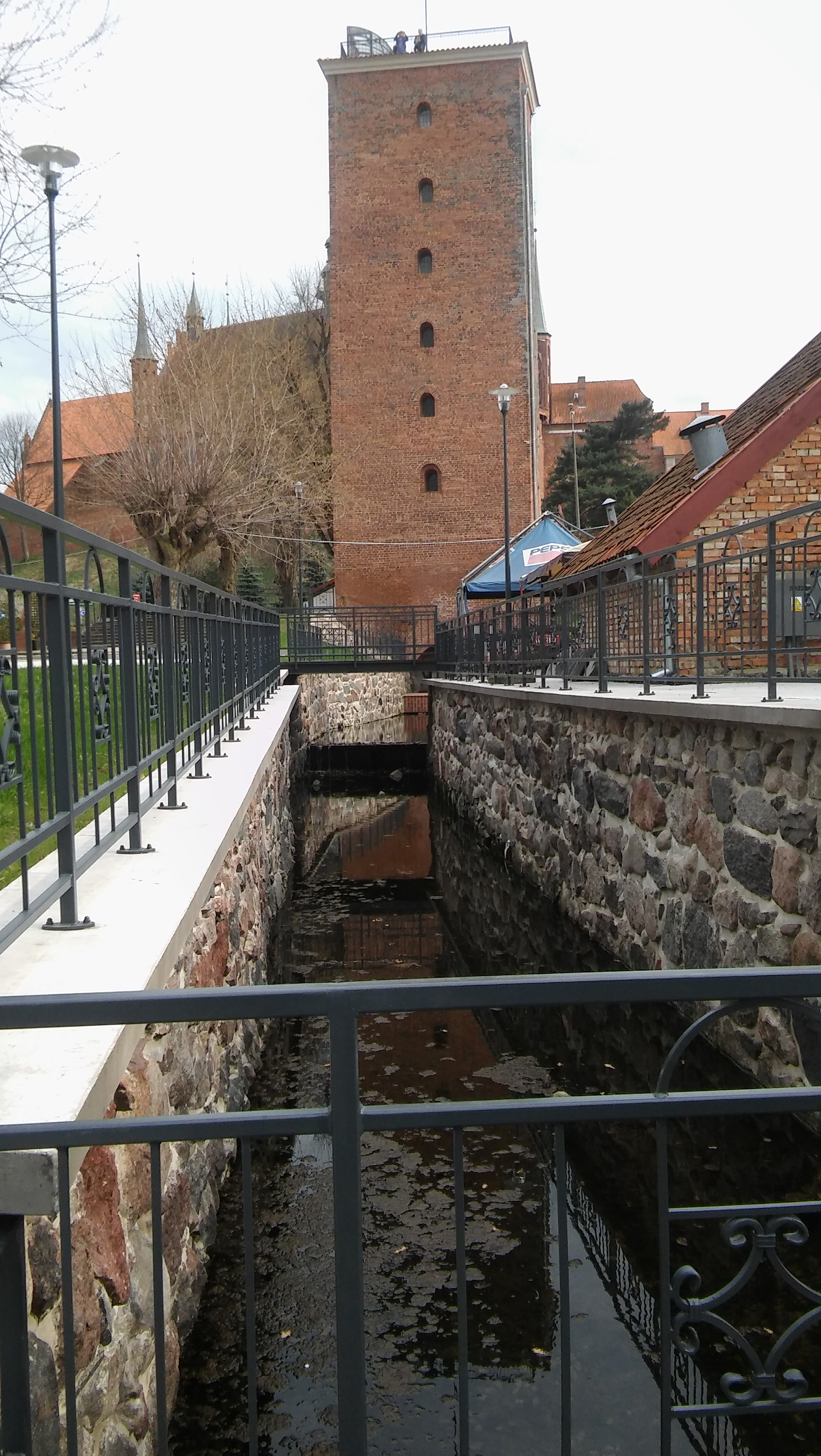
Kanał Kopernika z wieżą po rewitalizacji z 2015

Gdy w 1275, po spaleniu katedry w Braniewie, siedzibę kapituły warmińskiej przeniesiono do Fromborka, miejscowość zaczęła się rozrastać i powstał problem zaopatrzenia w wodę pitną. Przed rokiem 1427 został wykonany 6-kilometrowy sztuczny przekop, łączący pobliską rzekę Baudę z miastem, nazwany w późniejszym czasie Kanałem Kopernika. Sama wieża wodna powstała w 1571 roku, na miejscu istniejącej już wcześniej budowli (prawdopodobnie młyna). W latach 1571–1572 zainstalowano w niej urządzenie wodociągowe, za pomocą którego drewnianymi rurami dostarczano wodę na Wzgórze Katedralne. Urządzenie to było bardzo innowacyjne jak na tamte czasy. Działanie tego systemu polegało na wykorzystaniu energii wodnej do napędzania koła czerpakowego, zaś system czerpaków przymocowanych do łańcucha dostarczał wodę do zbiornika na szczycie wieży. Stąd rurą płynęła ona do zbiornika położonego na wzgórzu miejskim i rozchodziła się do odbiorców oraz zasilała studnię wewnątrz murów Wzgórza Katedralnego. Była to jedyna taka instalacja w Polsce i druga (po Augsburgu) w Europie.
Twórcą nowoczesnego jak na tamte czasy dźwigu wodnego (zwanego również paternosterem) był Walenty Hendell, rurmistrz z Wrocławia.
Wskutek braku konserwacji wodociąg przestał działać w 1778 roku. Sam kanał funkcjonował do 1945. Po II wojnie światowej został zaniedbany i zdewastowany, a urządzenia na kanale – jaz, śluzy i stawidła – zostały zniszczone w latach 50. i 60. XX wieku. Dodatkowo w latach 70., w czasie przygotowań do obchodów kopernikowskich, mimo protestów ze strony miłośników Fromborka, zasypano część kanału biegnącą przez miasto. Częściowej rewitalizacji Kanał Kopernika doczekał się w 2015 roku. Obecnie obiekt ten pełni funkcję wieży widokowej, galerii i kawiarni.
W 2013 wieżę wyróżniono tytułem Zabytek Zadbany w konkursie Generalnego Konserwatora Zabytków.

## Galeria

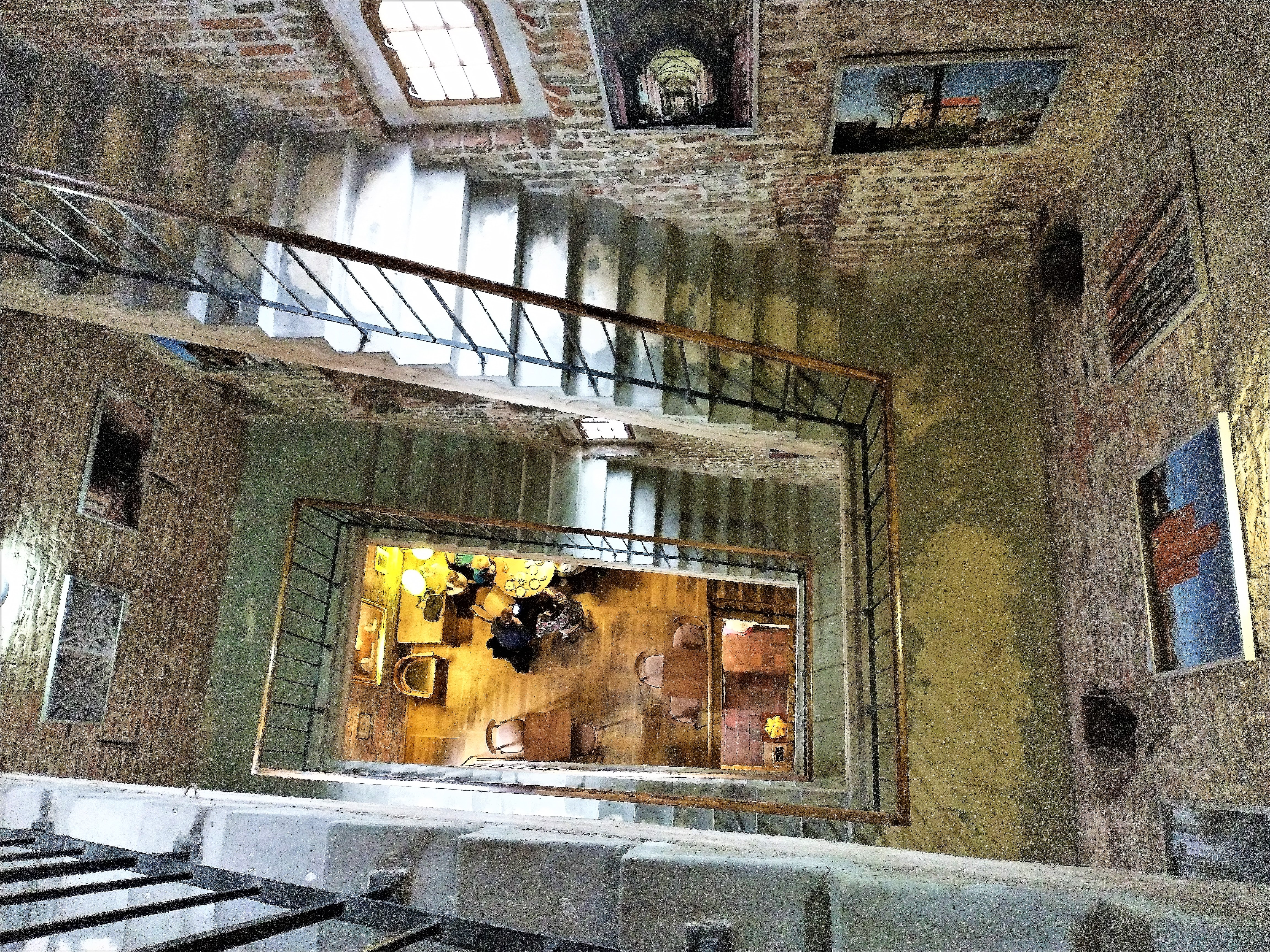
Wnętrze ze schodami i kawiarnią
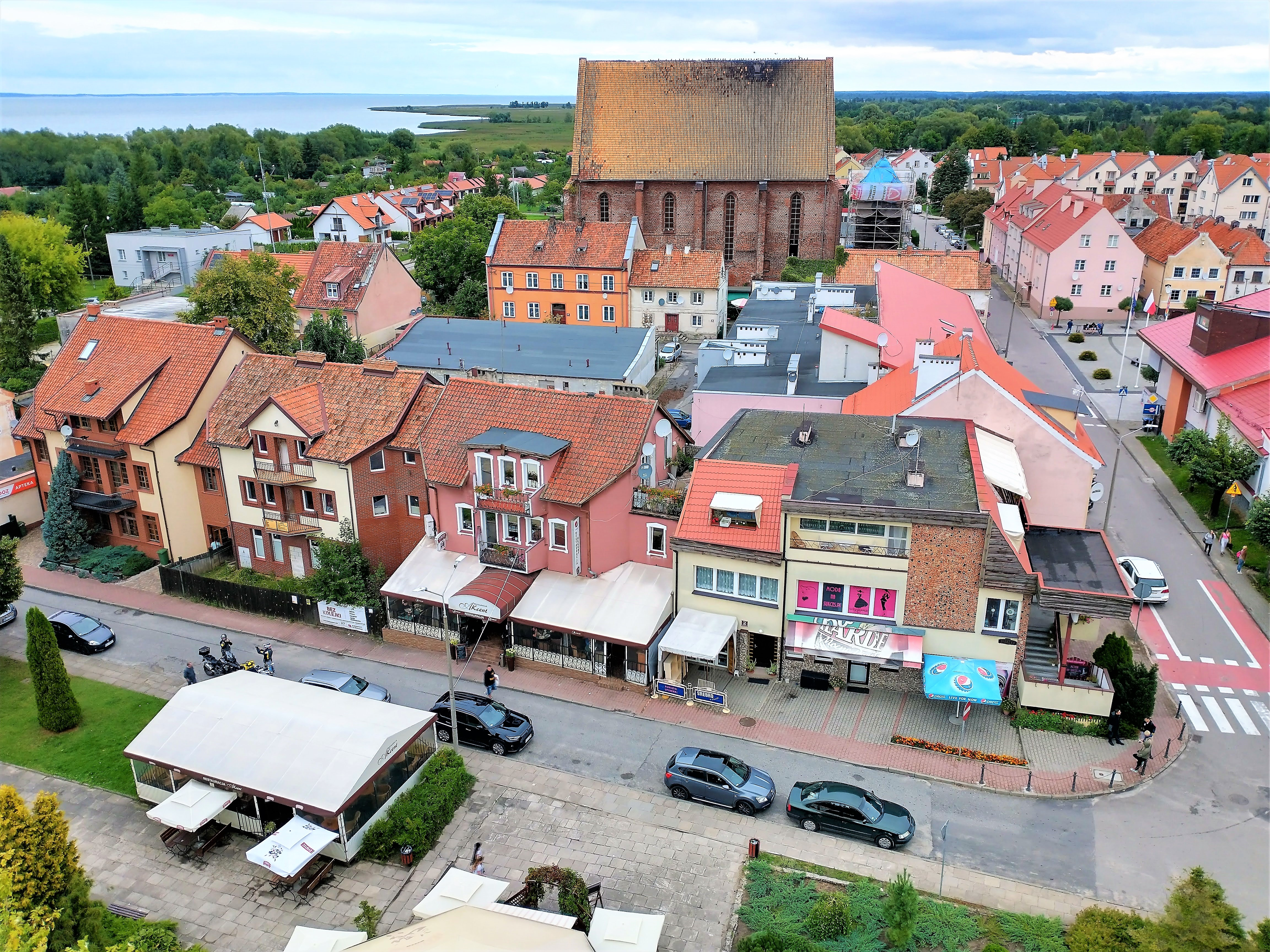
Widok na Frombork i Zalew Wiślany
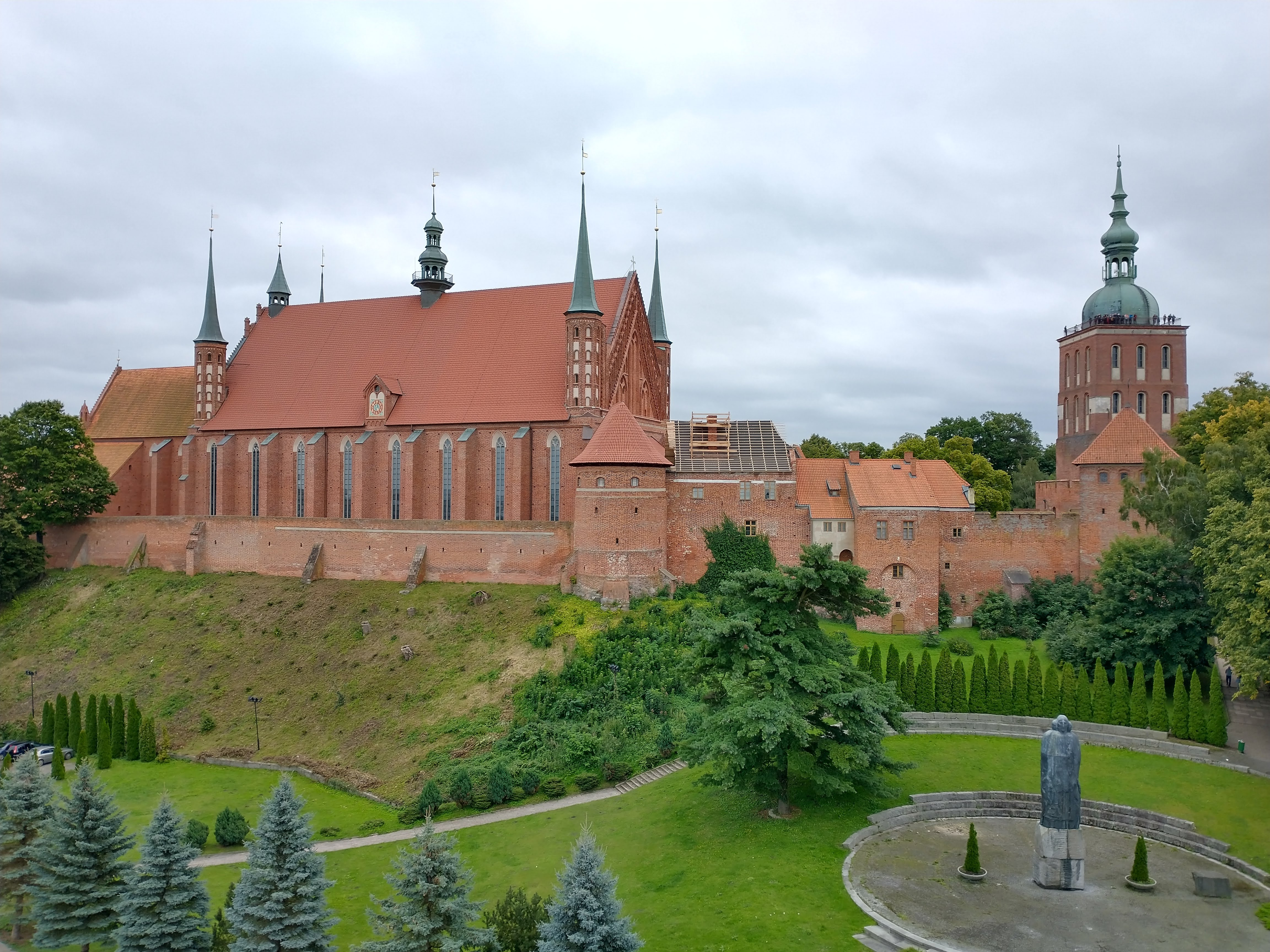
Widok na Wzgórze Katedralne